# Лопатино (Тарусский район)
Лопа́тино — село в Тарусском районе Калужской области России. Административный центр сельского поселения «Село Лопатино».

## География
Село находится в северо-восточной части Калужской области, в зоне хвойно-широколиственных лесов, в пределах северной части Среднерусской возвышенности, на берегах реки Таруса, при автодороге 29Н-435, на расстоянии примерно 9 км (по прямой) к западу от города Таруса, административного центра района. Абсолютная высота — 166 м над уровнем моря.

### Климат
Климат характеризуется как умеренно континентальный, с тёплым летом и умеренно холодной снежной зимой. Абсолютный минимум температуры воздуха составляет −46 °C; абсолютный максимум — 38 °C. Среднегодовое количество атмосферных осадков составляет 654 мм, из которых 441 мм выпадает в период с апреля по октябрь. Снежный покров держится в течение 139 дней.

### Часовой пояс
Село Лопатино, как и вся Калужская область, находится в часовой зоне МСК (московское время). Смещение применяемого времени относительно UTC составляет +3:00.

## Население
| 2002 | 2010 |
| ---- | ---- |
| 918  | ↘815 |

### Половой состав
По данным Всероссийской переписи населения 2010 года, в гендерной структуре населения мужчины составляли 47,5 %, женщины — соответственно 52,5 %.

### Национальный состав
Согласно результатам переписи 2002 года, в национальной структуре населения русские составляли 89 %.

## Улицы
| - ул. Волнино, - ул. Горького, - ул. Животноводческая, - ул. Лесная, - ул. Молодёжная, | - ул. Октябрьская, - ул. Парковая, - ул. Песочная, - ул. Речная, - ул. Садовая, | - ул. Советская, - ул. Строителей, - ул. Тарусская, - ул. Центральная, - ул. Черёмушки. |

## Известные уроженцы
- Авдонин, Александр Николаевич (1923—1993) — советский поэт.